# Nastri d'argento 2011
Els Nastri d'argento 2011 foren la 66a edició de l'entrega dels premis Nastro d'Argento (Cinta de plata) que va tenir lloc el 25 de juny de 2011 al teatre grecoromà de Taormina. a la inauguració del Taormina Film Fest. Fou presentada per Miriam Leone. Les candidatures foren fetes públiques el 27 de maig de 2011 a Villa Medici, seu de l'Académie de France a Roma.

## Guanyadors

### Millor director
- Nanni Moretti – Habemus Papam
- Marco Bellocchio – Sorelle Mai
- Saverio Costanzo – La solitudine dei numeri primi
- Claudio Cupellini – Una vita tranquilla
- Pasquale Scimeca – Malavoglia

### Millor director novell
- Alice Rohrwacher – Corpo celeste
- Aureliano Amadei – 20 sigarette
- Massimiliano Bruno – Nessuno mi può giudicare
- Ascanio Celestini – La pecora nera
- Edoardo Leo – 18 anni dopo

### Millor pel·lícula de comèdia
- Nessuno mi può giudicare, dirigida per Massimiliano Bruno
- Benvenuti al Sud, dirigida per Luca Miniero
- Boris - Il film, dirigida per Giacomo Ciarrapico, Mattia Torre i Luca Vendruscolo
- Che bella giornata, dirigida per Gennaro Nunziante
- Femmine contro maschi, dirigida per Fausto Brizzi
- Gianni e le donne, dirigida per Gianni Di Gregorio
- Immaturi, dirigida per Paolo Genovese
- La banda dei Babbi Natale, dirigida per Paolo Genovese
- La vita facile, dirigida per Lucio Pellegrini
- Maschi contro femmine, dirigida per Fausto Brizzi
- Qualunquemente, dirigida per Giulio Manfredonia
- Senza arte né parte, dirigida per Giovanni Albanese

### Millor productor
- Nanni Moretti i Domenico Procacci – Habemus Papam
- Tilde Corsi, Gianni Romoli i Claudio Bonivento en col·laboració amb RAI Cinema – 20 sigarette
- Medusa Film i Cattleya – Benvenuti al Sud
- Fabrizio Mosca – Una vita tranquilla i Into Paradiso
- Pietro Valsecchi – Che bella giornata

### Millor argument
- Nanni Moretti, Federica Pontremoli i Francesco Piccolo – Habemus Papam
- Pupi Avati – Una sconfinata giovinezza
- Paolo Genovese – Immaturi
- Filippo Gravino – Una vita tranquilla
- Roberta Torre – I baci mai dati

### Millor guió
- Massimo Gaudioso – Benvenuti al Sud
- Massimiliano Bruno i Edoardo Falcone amb la col·laboració de Fausto Brizzi – Nessuno mi può giudicare
- Antonio Capuano – L'amore buio
- Daniele Gaglianone – Pietro
- Pasquale Scimeca i Nennella Buonaiuto amb la col·laboració de Tonino Guerra – Malavoglia

### Millor actor protagonista
- Kim Rossi Stuart – Vallanzasca - Gli angeli del male
- Claudio Bisio e Alessandro Siani – Benvenuti al Sud
- Raoul Bova – Nessuno mi può giudicare
- Toni Servillo – Una vita tranquilla i Il gioiellino
- Emilio Solfrizzi – Se sei così ti dico sì

### Millor actriu protagonista
- Alba Rohrwacher – La solitudine dei numeri primi
- Paola Cortellesi – Nessuno mi può giudicare i Maschi contro femmine
- Angela Finocchiaro – La banda dei Babbi Natale i Benvenuti al Sud
- Donatella Finocchiaro – Manuale d'amore 3 i Sorelle Mai
- Isabella Ragonese – Il primo incarico

### Millor actriu no protagonista
- Carolina Crescentini – Boris - Il film i 20 sigarette
- Anita Caprioli e Pasqualina Scuncia – Corpo celeste
- Anna Foglietta – Nessuno mi può giudicare
- Marta Gastini – The Rite
- Valentina Lodovini – Benvenuti al Sud

### Millor actor no protagonista
- Giuseppe Battiston – La passione, Figli delle stelle i Senza arte né parte
- Giorgio Colangeli – La donna della mia vita i Tatanka
- Geppy Gleijeses – Gorbaciof
- Ricky Memphis i Maurizio Mattioli – Immaturi
- Rocco Papaleo – Che bella giornata

### Millor fotografia
- Alessandro Pesci – Habemus Papam
- Arnaldo Catinari – Vallanzasca - Gli angeli del male
- Fabio Cianchetti – La solitudine dei numeri primi
- Duccio Cimatti – Malavoglia
- Michele Paradisi – Tatanka

### Millor vestuari
- Lina Nerli Taviani – Habemus Papam
- Loredana Buscemi – I baci mai dati
- Roberto Chiocchi – Qualunquemente
- Alfonsina Lettieri – Amici miei - Come tutto ebbe inizio
- Francesca Sartori – La passione

### Millor escenografia
- Paola Bizzarri – Habemus Papam
- Sabrina Balestra – Il primo incarico
- Antonello Geleng i Marina Pinzuti Ansolini – La solitudine dei numeri primi
- Francesco Frigeri – Amici miei - Come tutto ebbe inizio
- Giuliano Pannuti – Una sconfinata giovinezza

### Millor muntatge
- Consuelo Catucci – Vallanzasca - Gli angeli del male
- Esmeralda Calabria – Habemus Papam
- Francesca Calvelli – Sorelle Mai i La solitudine dei numeri primi
- Jacopo Quadri – Gangor
- Marco Spoletini – Corpo celeste e La banda dei Babbi Natale

### Millor so en directe
- Mario Iaquone – Il gioiellino i 20 sigarette
- Emanuele Cecere – L'amore buio
- Valentino Giannì – La vita facile
- Maricetta Lombardo – Malavoglia
- Vito Martinelli – Pietro i Tatanka

### Millor banda sonora
- Negramaro – Vallanzasca - Gli angeli del male
- Pasquale Catalano – Barney's Version i L'amore buio
- Massimiliano Pani e Franco Serafini – La banda dei Babbi Natale
- Francesco Sarcina – La scuola è finita
- Carlo Siliotto – Il padre e lo straniero

### Millor cançó
- Amami di più de Francesco Cerasi, Emilio Solfrizzi i Alessio Bonomo cantada per Emilio Solfrizzi – Se sei così ti dico sì
- Che bella giornata de Luca Medici cantada per Checco Zalone – Che bella giornata
- Follia d'amore de Raphael Gualazzi – Manuale d'amore 3
- Immaturi d'Alex Britti – Immaturi
- Vuoto a perdere de Gaetano Curreri i Vasco Rossi cantada per Noemi – Femmine contro maschi

### Millor pel·lícula europea
- El discurs del rei (The King's Speech), dirigida per Tom Hooper
- Un altre any, dirigida per Mike Leigh
- En un món millor (Hævnen), dirigida per Susanne Bier
- Potiche (Potiche), dirigida per François Ozon
- De déus i homes (Des hommes et des dieux), dirigida per Xavier Beauvois

### Millor pel·lícula extraeuropea
- Més enllà de la vida, dirigida per Clint Eastwood
- El cigne negre (Black Swan), dirigida per Darren Aronofsky
- Inception, dirigida per Christopher Nolan
- La xarxa social, dirigida per David Fincher
- Winter's Bone, dirigida per Debra Granik

### Nastro de l'any
(reconeixement especial assignat a la pel·lícula que representa en el seu caràcter excepcional el "cas" artístic i productiu de l'any)
- Noi credevamo, dirigida per Mario Martone («no sols com una pel·lícula que va en contra de la tendència de l'any de la comèdia, sinó pel valor i el compromís que s’expressa, més enllà del cinema, en un passatge històric central de la vida de la República italiana, 150 anys després de la unificació del país»).[4]

### Nastro d'argento a la carrera
- Emidio Greco
- Fulvio Lucisano
- Marina Piperno

### Nastro d'Argento europeu
- Michel Piccoli – Habemus Papam[5]
- Valeria Bruni Tedeschi

### Nastro d'Argento especial
- Pupi Avati («per a la seva joventut cinematogràfica sense límits i sobretot per a una pel·lícula que tracta amb delicadesa i extraordinària intensitat un important tema personal i social, cinematogràficament inèdit»)[6]

### Nastro d'argento al millor documental
- 1960, dirigida per Gabriele Salvatores
- Io sono Tony Scott, ovvero come l'Italia fece fuori il più grande clarinettista del jazz, dirigida per Franco Maresco
- Niente paura, dirigida per Piergiorgio Gay
- Noi che siamo ancora vive, dirigida per Daniele Cini
- This Is My Land Hebron, dirigida per Giulia Amati e Stephen Natanson

### Targa sl millor documental sobre cinema
- Dante Ferretti scenografo italiano, dirigida per Gianfranco Giagni
- Ritratto di mio padre, dirigida per Maria Sole Tognazzi
- Ennio Flaiano: il meglio è passato, dirigida per Steve Della Casa i Giancarlo Rolandi
- Liliana Cavani, una donna nel cinema, dirigida per Peter Marcias
- Vittorio racconta Gassman, una vita da mattatore, dirigida per Giancarlo Scarchilli

### PremiGuglielmo Biraghi
- Vinicio Marchioni - 20 sigarette
- Sarah Felberbaum - Il gioiellino
- Chiara Francini - Maschi contro femmine
- Francesco Montanari - Sotto il vestito niente - L'ultima sfilata
- Francesco Di Leva - Una vita tranquilla